# Друштво народа
Друштво народа (фр. Société des Nations) или Лига народа (енгл. League of Nations), је била међународна организација основана за време Париске мировне конференције 1919, односно 10. јануара 1920. године. Циљеви Друштва народа су били разоружање; спречавање рата преко колективне безбедности; решавањем размирица између земаља путем преговарачке дипломатије; и побољшање глобалног благостања. Дипломатска филозофија иза Друштва представља фундаменталну промену мишљења за претходних сто година. Стара филозофија, настала на Бечком конгресу (1815), је посматрала Европу као променљиву мапу савеза између нација, стварајући равнотежу снага одржавањем јаких армија и тајних споразума. Према новој филозофији, Друштво народа је представљало владу над владама, чија је улога била решавање размирица између појединачних нација на отвореним законитим расправама. Подстицај за оснивање Друштва је потекао од председника САД Вудроу Вилсона, мада Сједињене Државе никада нису приступиле Друштву народа због забране америчког конгреса да постане члан Друштва: сматрали су да се Америка већ и превише уплиће у европска питања, и нису желели више да учествују у европским међународним размирицама. Овакво мишљење је било широко раширено међу становништвом Сједињених Држава, упркос оштроумне жеље Вудроу Вилсона да Америка постане члан Друштва народа. 15. септембра 1934. године на француску иницијативу 30 земаља-чланица је предложило да се Лиги прикључи и СССР. Совјетски Савез је 18. септембра 1934. године прихватио понуду и постао члан Савета организације.
14. децембра 1939. године СССР је искључен из Лиге народа због „изазивања рата против Финске”.
Друштву народа су недостајале сопствене оружане снаге и стога су зависиле од Великих сила да примењују његове резолуције, економске санкције које је Друштво одредило, или да опскрбљују армију, када је то потребно, за потребе Друштва народа. Међутим, често су били невољни да се повинују вољи Друштва.
После једног броја успеха и неких раних неуспеха током 1920-их, постало је јасно да је Друштво неспособно да заштити од агресије сила Осовине током 1930-их. Почетком Другог светског рата је постало јасно да је Друштво омануло у својој основној сврси—спречавање будућих светских ратова. Уједињене нације је замењују по завршетку Другог светског рата и наслеђују неколико агенција и организација које је основало Друштво народа.
Шведски комунистички вођа Фредрик Штум је спомињао Лигу народа као Империјалистичка интернационала.

## Порекло
Концепт мирне заједнице нација претходно је описао Имануел Кант у свом делу Вечити мир: Филозофска скица (1795). Идеја правог Друштва народа изгледа да потиче од британског секретара за спољња питања Едварда Греја, и са ентузијазмом је прихваћена од стране Председника САД Вудроу Вилсона и његовог саветника пуковника Едвард М. Хауса као начин за избегавања крвопролића као што је Први светски рат.
На париској мировној конференцији је прихваћен предлог за стварање Друштва народа (француски: Société des Nations, немачки: Völkerbund), 25. јануара, 1919. Повеља лиге народа је усаглашена од стране специјалне комисије, и Друштво је установљено према Делу I Версајског споразума, који је потписан 28. јуна 1919. С почетка, повељу је потписало 44 државе, укључујући и 31 државу које су узеле учешће у рату на страни Тројне антанте или јој се придружиле током конфликта. Упркос Вилсоновим напорима за успостављање и промовисање Друштва, због чега је награђен и Нобеловом наградом за мир у 1919. години, Сједињене Државе нити су ратификовале Повељу, нити су приступиле Друштву због противљења изолациониста у сенату САД, нарочито утицајног републиканаца Хенри Кабот Лоџа из Масачусетса и Вилијам Едгар Бора из Ајдахоа, заједно са Вилсоновим противљењем на компромис.
Друштво је одржало свој први састанак у Лондону, 10. јануара 1920. Први задатак је био да се ратификује Версајски споразум, чиме је званично окончан Први светски рат. Седиште Лиге је премештено у Женеву, 1. новембра 1920, где је одржано и прво заседање Генералне скупштине Друштва народа, 15. новембра, 1920. чему су присуствовали представници 41 нације.

## Симболи
Друштво народа није имало ниједну званичну заставу или лого. Предлози за усвајање званичних симбола су покренути на почетку, током 1920, али земље чланице никада нису постигле договор. Међутим, организације Друштва народа су користиле различите логое и заставе (или нису уопште) за своје сопствене потребе. Међународни конкурс је одржан 1929. године како би се изабрао дизајн, али ни то није успело. Један од разлога за овакав неуспех је можда и страх земаља чланица да ће моћ наднационалне организације потиснути њихову.
Коначно, током 1939, појавио се полузванични амблем: две петокраке звезде са плавим пентагоном. Пентагон и две петокраке звезде су требало да симболизују пет континената и пет људских раса. На горњем и доњем крају, на застави је исписано име Друштва народа на енглеском (League of Nations) и француском (Société des Nations). Ова застава се вијорила на згради Светског сајма у Њујорку током 1939. и 1940. године.

## Језици
Званични језици Друштва народа су били француски, енглески и шпански (од 1920). Почетком 1920-их, јавили су се предлози да Друштво прихвати есперанто као службени језик. Десет делегата је прихватило предлог са само једним гласом против, француског делегата, Габријел Ханукса. Хануксу се није свиђало како француски језик губи своју позицију међународног језика и есперанто је посматрао као претњу. Две године касније Друштво народа је дало препоруку земљама чланицама да укључе есперанто у своје образовно-наставне програме.

## Структура
Друштво је имало три главна органа: секретаријат (коју је предводио Генерални секретар са седиштем у Женеви), Савет и Скупштину, и већи број комисија и агенција. Овлашћење за било какву акцију је захтевало анонимно гласање од стране Савета и већину гласова у Скупштини.

### Секретаријат Друштва народа
Особље Секретаријата је било надлежно за припремање дневног реда Савета и Скупштине и за објављивање извештаја са састанака и осталих рутинских питања, радећи ефикасно као цивилна служба за потребе Друштва народа. Никол Титулеску је био председник Друштва два мандата.
Током постојања Друштва од 1920. па све до 1946, била су три Генерална секретара:
- Сер Џејмс Ерик Друмонд (Уједињено Краљевство) (1920—1933)[6]
- Жозеф Авењол (Француска) (1933—1940)
- Шон Лестер (Ирска) (1940—1946)

Први председник је био Паул Химанс, добро познати белгијски политичар.
Генерални секретар је писао годишњи извештај о раду Друштва народа.

### Савет
Савет Друштва народа је имао надлежност за бављење свим проблемима који утичу на светски мир. Савет је почео са радом уз четири сталне чланице (Уједињено Краљевство, Француска, Италија, Јапан) и четири изабране чланице на сваке три године од стране Скупштине. Прве четири изабране чланице су биле Белгија, Бразил, Грчка и Шпанија. Сједињене Државе је требало да буду пета стална чланица, али пошто је САД сенат гласао 19. марта, 1920. против ратификације Версајског споразума, пети стални члан савета постала је Република Кина. Састав и број чланова Савета је временом растао, тако што се број изабраних чланица прво повећао на шест 22. септембра 1922. године, а касније на девет 8. септембра 1926. Вајмарска република је приступила Лиги и постала шести стални члан Савета 8. септембра 1926, чиме је Савет бројао укупно петнаест чланова. Са одласком Немачке и Јапана из Лиге, њихова места су заузеле нове несталне чланице.
Савет се састајао просечно пет пута годишње, и на ванредним заседањима када је то било потребно. Све у свему, 107 јавних заседања је одржано између 1920. и 1939. године.

### Скупштина
Свака чланица је имала представнике и један глас у Скупштини Лиге народа. Појединачне земље чланице нису увек имале представнике у Женеви. Скупштина је одржавала заседања једном годишње у септембру.
Имон де Валера је био председник Савета Лиге народа на 68. и специјалном заседању у септембру и октобру 1932, и председник Скупштине Лиге народа током 1938. године. Карл Јоаким Хамбро је био председник 1939. и 1946. године.

### Остала тела
Лига је надгледала рад Сталног суда за међународно право и неколико других агенција и комисија створених за решавање горућих међународних проблема. То су били Комисија за разоружање, Здравствена организација, Међународна радничка организација, мандатна комисија, Стални централни одбор за опијум, Комисија за избеглице, и Комисија за робове. Иако је сама Лига уопште представљала неуспех, неколико њених агенција и комисија су забележиле значајне успехе у оквиру својих мандата.
Комисија за разоружањеКомисија се спочетка изборила за уговор који су потписале Француска, Италија, Јапан, и Британија да ограниче величину својих морнарица. Међутим, Уједињено Краљевство је одбило да потпише споразум о разоружању из 1923. године, и Келог-Брајандоб пакт, створен од стране комисије током 1928, није успео у свом циљу стављања ратова ван закона. Коначно, Комисија није успела да спречи војно јачање Италије, Немачке и Јапана током 1930-их.
Здравствена организацијаОво тело је било фокусирано на искорењивање лепре и маларије, касније започињући међународну кампању за истребљење комараца. Здравствена организација је такође успела у спречавању епидемије тифуса да се прошири даље по Европи сходно њеној раној интервенцији у Совјетском Савезу.
Мандатна комисијаКомисија је надгледала мандате Лиге народа, и организовала плебисците у спорним територијама како би становништво могло да одлучи којој ће се земљи прикључити. Најзначајнији је плебисцит у Сару током 1935. године.
Међународна радничка организацијаОво тело је предводио Албер Тома. Са успехом је изделао забрану додавања олова фарбама, и убедило неколико земаља да усвоје осмочасовни радни дан и четрдесетосмочасовну радну недељу. Такође је радила на искорењавању коришћења деце за рад, промовисању права жена на радном месту, у учинила бродовласнике одговорним за несреће које погађају морнаре.
Стални централни одбор за опијумОвај одбор је успостављен како би се надгледао стстистички контролни систем који је уведен после друге међународне конвенције о опијуму посвећена питањима гајења, производње, трговине и малопродаје опијума и његових прерађевина. Одбор је такође установио систем увозних сертификата и извозних овлашћења за легалну међународну трговину наркотика.
Комисија за избеглицеПредвођена од стране Фритјоф Нансена, Комисија је надгледала повратак, и када је то потребно пресељење, 400.000 избеглица и бивших ратних заробљеника, већина ј пребачена у Русију крајем Првог светског рата. Успоставила је кампове у Турској током 1922. како би се изборила са избегличком кризом у тој земљи и како би спречила глад и заразе. Такође је успоставила Нансенски пасош као начин идентификације људи без државе.
Комисија за робовеКомисија је тежила истребљењу ропства у свету, и борила се против присилне проституције и трговине наркотицима, нарочито опијума. Изборила се за ослобађање 200.000 робова у Сијера Леонеу и организовала рације против трговаца робљем у циљу напора за спречавање праксе присилног рада у Африци. Такође је успела у смањењу стопе смртности радника у Тангањики са 55% на свега 4%. У другим деловима света, Комисија је држала записнике о ропству, проституцији и трговини наркотицима у покушају праћења ових проблема.
Неколико ових институција су пребачене у надлежност Уједињених нација после Другог светског рата. Поред Међународне радничке организације, Стални суд за међународно право је постао УН институција под називом Међународни суд правде, а Здравствена организација је реструктурирана као Светска здравствена организација.

## Мандати Лиге народа
Мандати Лиге народа су успостављени према члану 22 Повеље Лиге народа. Ове територије су бивше колоније некадашњег Немачког и Османског царства које су стављене у надлежност Лиге после Првог светског рата. Постојале су три класификације мандата:
„А“ мандатОво су територије које су „достигле стадијум развоја у коме је њихово постојање као независних нација може бити претходно признато, уз пружање административних савета и помоћи „мандатара“ све до времена док не буду могли самостално да функционишу. Жеље ових заједница морају бити од основне важности при избору мандатара.“ Ово су претежно делови старог Османског царства.
„Б“ мандатОво су територије које „су у том стадијуму да мандатар мора бити одговоран за за управљање територијом према условима који ће гарантовати:
- Слободу савести и религије
- Очување јавног реда и морала
- Забрану злоупотреба као што су трговину робљем, трговину оружјем и алкохолом
- Спречавање успостављања војних и поморских база и војних и поморских вежби осим за политичке сврхе и одбрану територије
- Једнаке могућности за трговину осталих чланица Лиге народа.“

„Ц“ мандатОво су територије "које, сходно раштрканости популације, или њеног малог броја, или њене удаљености од центра цивилизације, или њихове географске блискости територији мандатара, или услед других околности, може бити управљано према законима мандатара."
Територијама су управљале „мандаторне силе“, као што је Велика Британија у случају мандата над Палестином и Јужноафричка Унија у случају Југозападне Африке, док не буду сматрали да су те територије способне за самоуправу. Постојало је четрнаест мандата подељених међу шест мандаторних сила, Уједињено Краљевство, Француска, Белгија, Нови Зеланд, Аустралија и Јапан. У пракси, са мандаторним територијама је поступано као са колонијама и на њих је гледано као на ратне трофеје. Са изузетком Ирака, који је приступио Лиги 3. октобра 1932, ове територије нису почеле да стичу независност све до завршетка Другог светског рата, па све до 1990. Заједно са распуштањем Лиге, већина осталих мандата су постале територије под старатељством Уједињених нација.
Поред ових мандата, Лига је управљала Саром 15 година, пре него што је враћена Немачкој после плебисцита, и слободним градом Данцигом (данас Гдањск, Пољска) од 15. новембра 1920. до 1. септембра 1939. године

## Успеси
за Лигу се уопштено сматрало да је оманула у на пољу разоружања, спречавања рата, смиривања размирица путем дипломатије, и побољшања глобалног благостања. Међутим, постигла је значајне успехе у неким областима.

#### Оландска Острва
Оландска Острва представљају негде око 6.500 острва на пола пута између Шведске и Финске. Становници острва искључиво припадају шведском говорном подручју, али је Финска имала суверенитет над њима почетком 1900-их. Током периода од 1917. па надаље, већина становника острва је желело да постану део Шведске; Финска, међутим, није желела да уступи острва. Шведска влада је покренула ово питање у Лиги током 1921. После дубљих разматрања, Лига је утврдила да би острва требало да остану део Финске, али уз аутономност, свесна потенцијалног рата између две земље.

#### Албанија
Граница између Албаније и Југославије је остала спорна после париске мировне конференције из 1919, и југословенске снаге су окупирале део албанске територије. После сукоба са албанским племенским вођама, југословенске снаге су продрле још дубље. Лига је послала комисију представника више сила у тај регион. Комисија је одлучила у корист Албаније, и југословенске снаге су се повукле током 1921, под притиском. Рат је још једном спречен.

#### Горња Шлеска
Версајски споразум предвиђа плебисцит у Горњој Шлеској како би се утврдило да ли би та територија требало да припадне Немачкој или Пољској. У позадини свега, јака војна тактика и дискриминација Пољака довела је до побуна и на крају до прва два шлеска устанка (1919. и 1920. године). На плебисциту, отприлике 59,6% (око 500.000) гласова је било за припајање Немачкој, и резултат је довео до трећег шлеског устанка током 1921. Од Лиге је затражено да смири ситуацију. Током 1922, шестонедељна истрага је показала да би земља требало да буде подељена; одлуку су прихватиле обе земље и већина становништва Горње Шлеске.

#### Мемел
Град-лука Мемел (данас Клајпеда) и околне области су стављене под контролу Лиге по завршетку Првог светског рата и њима је управљао француски генерал три године. Међутим, становништво су чинили већином Литванци, и литванска влада је уложила захтев за те територије. Са инвазијом литванских снага у 1923. години лига је одлучила да Литванији уступи територије око Мамела, али је изјавила да лука треба да остане међународна зона. Литванија се сложила. Док се одлука могла посматрати као неуспех (у смислу да је Лига деловала пасивно на употребу силе), смиривање ситуације без значајних крвопролића иде у прилог Лиге.

#### Грчка и Бугарска
После инцидента између стражара на граници Грчке и Бугарске из 1925, грчке трупе су извршиле инвазију на свог суседа. Бугарска је наредила својим трупама да пруже само симболичан отпор, верујући да ће Лига решити неспоразум. Лига је заиста осудила грчку инвазију, и позвала на грчко повлачење и компензацију Бугарској. Грчка је послушала, али се жалила на неједнакост третмана према њима и према Италији у сукобу са Албанијом.

#### Сар
Сар је провинција формирана од делова Пруске и Рајнског Палатината која је успостављена и стављена под контролу Лиге после Версајског споразума. После петнаест година владавине Лиге требало је да се одржи плебисцит, како би се утврдило да ли регион треба да припадне Немачкој или Француској. Око 90,3% гласова је било у корист Немачке на референдуму из 1935. године, и стога је поново постао део Немачке.

#### Мосул
Лига је разрешила и спор између Ирака и Турске око контроле бивше Османске провинције Мосул у 1926. Према Великој Британији, којој је додељен А-мандат над Ираком 1920. године и стога представљала Ирак у спољним односима, Мосул је припадао Ираку; с друге стране, нова турска република је тражила право на ту провинцију као њено историјско средиште. У регион је послат трочлани комитет Лиге народа у 1924. да испита случај и у 1925. препоручио да регион буде припојен Ираку, под условом да Британија има мандат над Ираком наредних 25 година, како би се осигурало аутономно право Курда. Савет Лиге је усвојио ове препоруке и одлучио 16. децембра 1925. да додели Мосул Ираку. Иако је Турска прихватила посредовање Лиге народа, одбацила је њену коначну одлуку. Упркос свему, Британија, Ирак и Турска су 5. јуна 1926. постигле споразум, да поступе према одлуци Савета и доделе Мосул Ираку.

#### Либерија
Према гласинама о присилном раду у независној афричкој држави Либерији, Лига је покренула истрагу о том питању, нарочито на масовним плантажама каучука у тој земљи. Током 1930, извештај Лиге је умешао много владиних званичника у продавање уговора о раду, што је довело до давања оставке председника Чарлс Д. Б. Кинга, потпредседника и бројних других владиних званичника. Лига је затим направила споразум за формирање старатељства над Либеријом ако се не спроведу реформе, што је постало главна тема председника Едвин Барклија.

#### Остали успеси
Лига се такође борила против међународне трговине опијумом и сексуалног ропства и помогло ублажавању стања избеглица, нарочито у Турској у периоду до 1926. Једна од иновација на овом подручју је и увођење Нансеновог пасоша у 1922, међународно признате идентификационе карте за избеглице без државе. Многе успехе Лиге су постигли њене агенције и комисије.

## Неуспеси
Опште слабости Лиге илуструју одређене специфични неуспеси.

#### Тјешин
Тјешин (пољски Cieszyn, немачки Teschen, чешки Těšín) је регион између Пољске и данашње Чешке Републике, значајан по својим рудницима угља. Чехословачке су ушле у Тјешин током 1919. како би преузеле контролу над регионом док се Пољска бранила од инвазије Бољшевика. Лига је интервенисала, одлучујући да би Пољска требало да задржи контролу над већим делом града, али да би Чехословачка требало да преузме једно од градских предграђа, у коме су се налазили најзначајнији рудници угља и једина пруга која је повезивала Чешку и Словачку. Град је подељен на пољски и чешки Тјешин. Пољска је одбила да прихвати овакву одлуку; иако није било даљег насиља, дипломатски сукоби су се наставили наредних 20 година.

#### Вилњус
После Првог светског рата, Пољска и Литванија су обе стекле независност коју су изгубиле током поделе Пољске током 1795. Иако те земље деле векове заједничке историје кроз Пољско-литванску унију и Пољско-литванска заједница, растући литвански национализам је спречио поновно формирање федеративне државе. Град Вилњус (Литвански Vilnius, Пољски Wilno) је постао престоница Литваније, иако је у њему живело доста Пољака. Током Пољско-совјетског рата из 1920, Пољска армија је заузела град. Упркос пољским претензијама на град, Лига је тражила од Пољске да се повуче; Пољска је то одбила. Град и околне територије су проглашене за засебну државу, а 20. фебруара 1922. локални парламент је изгласао Акт о уједињењу и град је припојен Пољској као престоница Вилно Војводства. Теоретски, Британија и Француска су могле да присилно изврше одлуку Лиге народа. Међутим, нису желеле да се противе Пољској јер је она виђена као будући савезник у рату против Немачке и као тампон зона према комунистичкој Русији. На крају је Лига прихватила Вилњус као пољски град, 15. марта 1923.

#### Рур
Према Вресајском споразуму, Немачка је требало да плати репарације. Могла је да плати у новцу или у добрима према одређеној вредности; међутим, у 1922. Немачка није могла да плати репарације. Следеће године, Француска и Белгија су одлучиле да делају сходно томе, и извршиле инвазију на индустријско срце Немачке, Рур, иако је ово било у директној супротности са одлукама Лиге. Пошто је Француска била значајан члан Лиге, а Британија је била неодлучна, ништа није учињено у оквиру Лиге. Ово је представљало значајан преседан - Лига је ретко деловала у супротностима великих сила, и стога повремено кршила сопствена правила.

#### Крф
Једна од значајнијих граничних размирица које су остале после Првог светског рата је био између Грчке и Албаније. Конференција амбасадора, де факто тело Лиге, је послата да реши проблем. Савет је именовао италијанског генерала Енрика Телинија да надгледа процес. Док је испитивао грчку страну границе, Телини и његово особље су убијени. Италијански вођа Бенито Мусолини је био разљућен, и захтевао је да Грчка плати репарацију и погуби атентаторе. Грци, заправо, нису ни знали ко су атентатори. Дана 31. августа 1923, италијанске снаге су окупирале острво Крф, део Грчке, при чему је погинуло петнаесторо људи. Коначно, Лига је осудила Мусолинијеву инвазију, али и препоручила да Грчка плати компензацију, која би стајала у Лиги док се Телинијеве убице не открију. Мусолини је, међутим, делујући на Конференцији амбасадора, успео да промени одлуку Лиге. Грчка је приморана да се извини и исплати компензацију директно Италији. Повинујући се притиску велике силе, Лига је још једном дала опасан и лош пример.

#### Мукденски инцидент
Мукденски инцидент је био један од већих препрека Лиге и представљао је повод за повлачење Јапана из организације. У Мукденском инциденту, такође познатом као Манџурски инцидент, Јапанци су држали контролу над јужном манџурском железницом у кинеској области Манџурија. Они су тврдили да су кинески војници саботирали пругу, 18. септембра 1931, која је била главни трговински правац између две земље. Заправо, сматра се да су саботажу сковали официри јапанске Квантуншке армије без знања владе у Јапану, како би се покренула пуна инвазија на Манџурију. У знак одмазде, јапанска армија, делујући супротно наређењима цивилне власти, окупирала је читав регион Манџурије, који су затим преименовали у Манџукуо. Ову нову државу су признали једино Италија и Немачка. Кинеска влада је затражила помоћ Лиге народа, али је дуго прекоокеанско путовање представника Лиге народа одлагало целу ствар. Када су стигли, званичници су били суочени са упорним кинеским тврђењем да су Јапанци извршили незакониту окупацију, док је Јапан сматрао да је деловао како би се сачувао мир у региону. Лига је сматрала да би Јапан требало да се повуче из окупираних крајева; потом је Јапан повукао своје чланство из Лиге. Према повељи Лиге народа, Лига је сада требало да уведе економске санкције Јапану, или да прикупи армију и објави му рат. Међутим, ништа се од тога није догодило. Економске санкције уведене некој од чланица би биле крајње бесмислене, пошто би се држава којој би била забрањена трговина са другим земљама чланицама могла једноставно преоријентисати на трговину са Америком. Никаква армија није организована од стране Лиге због чувања сопствених интереса земаља чланица. Стога је Јапан задржао контролу над Манџуријом, све док Црвена армија није преузела подручје и вратила га Кини на крају Другог светског рата.

#### Чако рат
Лига није успела да спречи Чако рат између Боливије и Парагваја током 1932. године око неплодног Чако Бореал региона у Јужној Америци. Иако је регион био ретко насељен, давао је контролу над реком Парагвај чиме би једна од две копнене земље добила приступ Атлантику, а и постојала су нагађања, касније потврђена за нетачна, да ће Чако представљати богат извор петролеја. Гранично пушкарање током 1920-их кулминисао је у свеопшти рат током 1932, када је боливијска армија, пратећи наређења председника Данијел Саламанка Уреја, напала парагвајски гарнизон у Вангардији. Парагвај је апеловао у Лиги надода, али Лига није преузела никакве акције када се Панамеричка конференција понудила да посредује уместо њих. Рат је представљао катастрофу за обе стране, проузрокујући 100.000 жртава и доводећи обе земље на ивицу економске катастрофе. У време када је уговорен прекид ватре 12. јуна 1935, Парагвај је држао контролу над већим делом региона. То им је признато при потписивању примирја 1938. године чиме је Парагвај задржао три четвртине Чако Бореала.

#### Шпански грађански рат
Дана 17. јула 1936, избио је оружани конфликт између шпанских Републиканаца (влада левице у Шпанији) и Националиста (десно оријентисаних побуњеника, укључујући већину официра шпанске армије). Алварез дел Вајо, шпански министар спољних послова, апеловао је у Лиги да заштити њен територијални интегритет и политичку независност. Међутим, лига није могла лично га интервенише у Шпанском грађанском рату нити да спречи страно мешање у конфликт. Хитлер и Мусолини су наставили да помажу националисте генерала Франка, а Совјетски Савез је помагао шпанске лојалисте. Лига није покушала да забрани интервенцију иностраних добровољаца.

#### Инвазија Абисиније
Можда најзначајнији неуспех Лиге била је италијанска окупација Абисиније. Октобра 1935. Бенито Мусолини је послао генерала Пјетра Бадоља и 400.000 војника да покоре Абисинију (Етиопија). Модерна италијанска армија је лако поразила слабо наоружане Етиопљане, и освојила Адис Абебу у мају 1936, приморавајући цара Хајле Селасија да напусти земљу. Италијани су користили хемијско оружје и бацаче пламена против Етиопљана. Лига народа је осудила италијанску агресију и увела економске санкције у новембру 1935, али су санкције биле крајње неефикасне. Дана 9. октобра 1935, Сједињене Државе (и друге нечланице Лиге) одбиле су сарадњу са било којом одлуком Лиге. Санкције према Италији су укинуте 4. јула 1936, али до тада већ нису имале никакву сврху.

#### Поновно наоружавање Осовине
Лига је била немоћна и углавном нема у случају значајних дешавања који су довели до Другог светског рата као што је Хитлерова ремилитаризација Рајнске области, окупација Судета и анексија Аустрије. Као и Јапан, Немачка 1933. године и Италија 1937. године су једноставно повукле своје чланство из Лиге радије него да се потчине њеним одлукама. Лигин комесар у Данцигу је био у немогућности да се суочи са немачким полагањем права на град, што је значајно допринело избијању Другог светског рата у 1939. Последње значајно дело Лиге је искључење Совјетског Савеза у децембру 1939. године после инвазије Финске.

## Распуштање и заоставштина
Са почетком Другог светског рата, постало је јасно да је Лига оманула у својој основној функцији - спречавање будућих светских ратова. Током рата, ни Скупштина ни Савет Лиге нису држали састанке, а Секретаријат у Женеви је смањен на најмању меру, премештајући многе службенике у Северну Америку.
После неуспеха да спречи рат, одлучено је да се формира ново тело које ће заменити Лигу у будућности. Ово тело су Уједињене нације. Многи органи Лиге, на пример Међународна организација рада, су наставили да функционишу и на крају се припојили УН-у. На заседању Скупштине у 1946, Лига је распустила себе и своје службе, мандате, а имовина је пренета на Уједињене нације.
Структура Уједињених нација је требало да постане ефикаснија него Лиге народа. Главни Савезници у Другом светском рату (Уједињено Краљевство, СССР, Француска, САД, и Република Кина) су постале сталне чланице Савета безбедности, дајући новим „Великим силама“ значајни међународни утицај, одражавајући Савет Лиге народа. Одлуке Савета безбедности су обавезујуће за све чланице Уједињених нација; међутим, једногласне одлуке нису потребне, за разлику од Савета Лиге. Сталне чланице Савета безбедности имају вето право како би заштитили сопствене интересе, што је спречило одлучније акције УН-а у многим случајевима. Слично Лиги, УН нема сопствене оружане снаге, али су Ун биле успешније у позивању чланица да допринесу оружаним интервенцијама, као што је Корејски рат, и мировна мисија у бившој Југославији. Међутим, УН је у неким случајевима била приморана на примену економских санкција. Уједињене нације су биле успешније и у привлачењу чланица од Лиге, чинећи је још значајнијом.